# 1593 Fagnes
Az 1593 Fagnes (ideiglenes jelöléssel 1951 LB) egy marsközeli kisbolygó. Sylvain Arend fedezte fel 1951. június 1-én, Uccleban.